# Столкновение поезда и трамвая в Ленинграде 1 декабря 1930 года
Столкновение поезда и трамвая на Международном (ныне Московском) проспекте — катастрофа, произошедшая в Ленинграде в понедельник 1 декабря 1930 года в 8 часов утра, повлёкшая смерть 28 и ранения различной степени тяжести 19 человек. Является крупнейшей по числу жертв катастрофой в городе с участием общественного транспорта.

## Происшествие
На протяжении нескольких километров к югу от Обводного канала Международный (ныне Московский проспект), вплоть до выезда за городскую черту, представлял собой промышленную зону с редкими вкраплениями жилья, стихийно сформировавшуюся около товарных станций трёх вокзалов (Балтийского, Варшавского и Витебского). Подъездные пути, разгрузочные площадки, развязки и перекрёстки железнодорожных путей буквально опутывали весь район. Нередко эти пути выходили из-за заводских заборов на проезжую часть улиц, проложенных поперёк этого обширного хозяйства. И хотя переезды эти были оборудованы шлагбаумами, при интенсивном движении как железнодорожного, так и городского транспорта риск тяжёлых происшествий был очень велик.
Одна из таких соединительных веток пересекала и Международный проспект — главную магистраль на южном въезде в город, она соединяла путевое хозяйство Варшавского вокзала с развилками к Витебскому и Московскому вокзалам, пересекала проспект у фабрики «Маяк», примерно посередине между Московскими воротами и Новодевичьим монастырём. На ней и произошла авария.
1 декабря 1930 года около 8 часов утра двухвагонный поезд трамвая № 8 трамвайного парка им. Блохина под управлением вагоновожатого П. А. Савельева следовал по Международному проспекту от центра города в южном направлении, к заводам за Московской заставой. В это же время по Соединительной ветви на перегоне Бычий пост маневрировал паровоз с гружёными товарными вагонами. В 7 часов 58 минут последний вагон поезда, двигавшегося задним ходом, наехал на моторный вагон трамвая, влез на него, опрокинул и подмял его под себя.
Когда прибывшие на место происшествия пожарные подняли домкратами вагоны, оказалось, что 28 человек погибло, а 8 получили тяжёлые ранения. Ещё 11 человек оказались легкоранеными. Абсолютно не пострадавших оказалось только трое, включая вагоновожатого Савельева.
Погибшие и пострадавшие были немедленно доставлены в больницу имени И. Г. Коняшина, расположенную в нескольких десятках метров от места происшествия (Московский проспект, дом 104).

## Расследование и суд
В течение двух суток после происшествия старшим следователем облпрокуратуры Л. Шейниным совместно с работниками ГПУ было проведено следствие. Была создана техническая комиссия для расследования причин катастрофы. По делу о катастрофе были арестованы 10 человек, включая сторожей, вагоновожатого и диспетчера.
4 декабря в технологическом институте начался открытый процесс над виновниками. К судебной ответственности по статье 26-a Уголовного кодекса РСФСР были привлечены 16 человек.
В ходе процесса были установлены следующие факты:
- диспетчер, в обязанности которого входило оповещение сторожей на переезде о выходе поезда, не дозвонился до поста, других мер оповещения не предпринял;
- сторожа начали закрывать переезд для трамвая не за 5 минут, а по факту подхода поезда;
- сцепщик, который находился на площадке одного из вагонов маневрирующего поезда, видел закрытый для поезда шлагбаум и запрещающий сигнал, и должен был сообщить машинисту об опасности дальнейшего движения, но сделал это с опозданием;
- вагоновожатый, видя, как сторожа приступили к закрытию, и предполагая, что до подхода поезда есть время, принял решение проследовать переезд без остановки на повышенной скорости;
- до катастрофы в правление Октябрьской железной дороги было направлено предложение Ленсовета о запрете манёвров на данном участке с 7 до 8 часов утра, так как это задерживало движение трамвайных поездов, на которых спешили на работу рабочие. Правление ответило, что маневрирование прекращено. На деле оно было прекращено только 3 декабря, по телеграмме из центра;
- инструкции, существовавшие на тот момент, не соблюдались поголовно: как руководящим составом, так и рядовыми исполнителями. До некоторых обвиняемых инструкции не доводились вовсе.

### Приговор суда
Выездная сессия ленинградского областного суда, в открытом судебном заседании 4—8 декабря 1930 г., в составе председательствовавшего члена Облсуда тов. Ростовцева, народных заседателей Зибзеева и Валькова, заслушав и рассмотрев дело о виновниках трамвайной катастрофы за Московской заставой установила:
Катастрофа, повлекшая за собой столь большое количество жертв, произошла исключительно в силу расхлябанности, отсутствия ответственности работников дорог за своё дело, бюрократического отношения к своим обязанностям как со стороны низших, так и руководящих работников городских и Октябрьских жел. дорог.
Переходя к вопросу избрания мер социальной защиты и учитывая то, что директивы правительства и вышестоящих органов со стороны обвиняемых не выполнялись, что рост катастроф как на городской, так и на Октябрьской жел. дорогах растет и приводит к таким результатам, какие имела последняя катастрофа с жертвами 28 человек, суд приговорил вагоновожатого Савельева, сторожиху Борисову, сцепщика Орлова, начальника 41-го околотка Зеваева, помощника заведующего службой движения городск. жел. дорог Моргунова, инженера службы движения городских жел. дорог Закутина, заменявшего начальника эксплоатационной группы 6-го района Октябрьской жел. дороги Левинсона, начальника ст. Ленинград-Варшавская Мурника — всех по ст. 16 и 1-й части 112 статьи УК лишить свободы сроком на 10 лет каждого, без поражения в правах.
Писаревича, помощника начальника 41-го околотка, по ст. 16 и 1-й части 112 ст. УК — лишить свободы на 5 лет с отбыванием в лагерях без поражения в правах. Сторожиху Задоренок, путевого мастера 4-го околотка Октябрьских жел. дорог Шорец, заведующего 2-м участком службы движения ГЖД Давыдова, его помощника Царюка по ст. 111 УК, лишить свободы на три года с отбыванием в лагерях без поражения в правах.
Ильина — главного архитектора планировочного управления Откомхоза, Долгрину — районного архитектора, — лишить свободы на два года каждого без поражения в правах. Финогенову — техника 6-го участка Окт. ж. д. по ст. 111 УК — лишить свободы на 1 год с заменой принудительными работами по месту работы с оплатой 50 проц.
В связи с поступлением кассационных жалоб от осуждённых и поступившего требования Верховного суда о высылке ему дела о трамвайной катастрофе, дело было направлено на рассмотрение в Верховный суд.
4 декабря (в день начала процесса над виновниками) бо́льшая часть погибших (22 человека) была похоронена на Коммунистической площадке Новодевичьего кладбища, расположенного близ места катастрофы и больницы Коняшина, куда они были доставлены.

## Факты
- В рамках мероприятий, проведённых после этой катастрофы, был предпринят комплекс мер, направленных на повышение безопасности общественного транспорта и упорядочение городского движения. Одной из этих мер было введение выдвинутого общественностью и поддержанного специальной комиссией правила остановки движения автомобилей при посадке и высадке пассажиров трамвая.
- Это резонансное происшествие произошло в первый день объявленной[2] «декады безопасности» на трамвае.

«Вечерняя Красная газета», № 282, 29 ноября 1930 года:

НАЧИНАЕТСЯ «ДЕКАДА БЕЗОПАСНОСТИ»
(открытое письмо к рабочим и общественным организациям Ленинграда)
Оригинальный текст (рус.)Трамвай работает плохо. Помимо того, что он не справляется с перевозками рабочих, отчего чрезвычайно сильно страдает наша промышленность, он ещё ежедневно калечит десятки людей. За последний год в Ленинграде было 1597 несчастных случаев с людьми на трамвае, из них 215 смертных. За последние месяцы число несчастных случаев не только не снижается, но имеет стремление к увеличению.

Трамвайные безобразия и несчастные случаи с людьми происходят не только по вине работников трамвая, но и по вине самого населения, не соблюдающего правил уличного движения. Управление ГЖД только своими силами с укреплением дисциплины среди населения справиться чрезвычайно трудно. Для того, чтобы эта работа прошла успешно, необходимо участие всей рабочей общественности города, в первую голову общественности крупных предприятий.
С 1 по 10 декабря в Ленинграде будет проведена «декада безопасности» и укрепления трудовой дисциплины на трамвае. Декада должна совместными усилиями работников ГЖД и всей рабочей общественности, установить на трамвае порядок и повлиять на сокращение несчастных случаев.
Штаб смотра ленинградского трамвая, при веч. «Кр. Газете», областной отдел союза коммунальщиков и управление ГЖД обращаются ко всем заводам Ленинграда с просьбой принять самое активное участие в проведении «декады». В качестве практического мерприятия выделить из своего актива ударные бригады для поддержания порядка в вагонах трамвая в течение «декады».
ШТАБ СМОТРА ГЖД.
ОБЛОТДЕЛ СРКХ.
УПРАВЛЕНИЕ ГЖД.

«Вечерняя Красная газета», № 283, 1 декабря 1930 года:

КРОВАВАЯ СТАТИСТИКА
Оригинальный текст (рус.)Ни одно предприятие Ленинграда не дает столько человеческих жертв, сколько дает ленинградский трамвай. По количеству жертв трамвай можно сравнить только с фронтом. Ежедневная сводка по трамваю говорит, к сожалению, что на этом фронте за последнее время положение ухудшается. Количество жертв возрастает быстрее, чем растет население города.
С июля по октябрь 1930 г. на ленинградском трамвае было 772 человеческих жертвы, из них 125 смертных, 284 тяжёлых, 327—легких и 36—без повреждений. В прошлом году за эти же 4мес. из 631 несчастного случая смертных было всего только 50, тяжелых—133, легких—382 и без повреждений—66.
Другими словами количество несчастных случаев в этом году дало громадный рост тяжелых и смертных случав: число их возросло больше, чем вдвое.
Главной причиной несчастных случаев является недопустимая халатность трамвайных работников и самого населения.
Бесстрастная статистика показывает нам, что 3/4 несчастных случаев происходят при выходе и входе пассажира в трамвай на ходу и переходе путей—550 случаев из 772.
Особенно тревожным является чрезвычайно большая цифра несчастных случаев с детьми — 56 за 4 мес. этого года. Если взрослому населению мы еще вправе говорить: «Не суйся, куда не следует», то детям этого сказать нельзя. Нужно сейчас же поставить в школах и пионерских организациях широкую разъяснительную работу среди детей об опасностях трамвайного движения и т.д.
Много несчастных случаев происходит и при столкновениях трамваев, число которых сильно возросло—802 вместо 590 в прошлом году. Причиной трамвайных катастроф почти исключительно является падение трудовой дисциплины работников трамвая.

«Декада безопасности» должна послужить тем толчком к борьбе за трудовую дисциплину на трамвае, которая в настоящее время расхлябана до предела.